# Luc Colijn

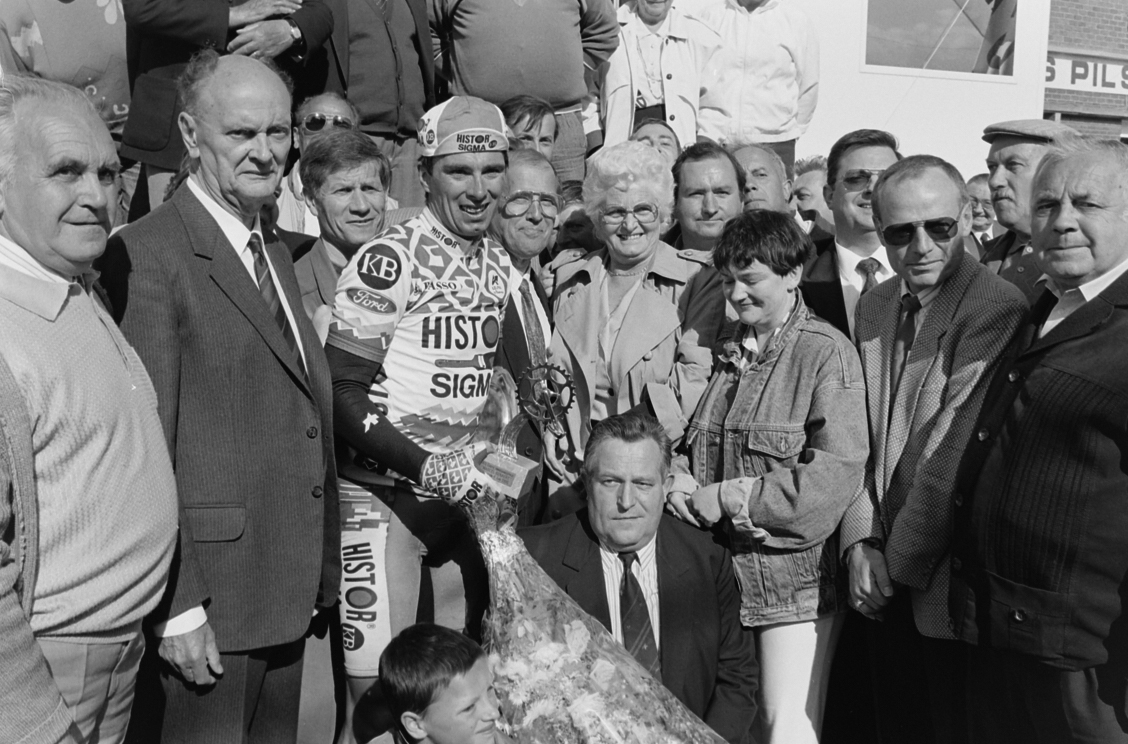
Luc Colijn 1991

Luc Colijn (* 2. Mai 1958 in Gent) ist ein ehemaliger belgischer Radrennfahrer und nationaler Meister im Radsport.

## Sportliche Laufbahn
1978 gelang Colijn (auch Colyn) als Amateur bei den nationalen Meisterschaften im Bahnradsport der Titelgewinn in der Mannschaftsverfolgung. Mit ihm wurden Hendrik Caethoven, Patrick Lerno und François Caethoven Meister. Zudem gewann er die Militärmeisterschaft im Straßenrennen und wurde Zweiter der Militärweltmeisterschaft im Straßenrennen. Belgischer Meister der Amateure wurde er 1979 ebenfalls im Punktefahren und im Dernyrennen. 1979 siegte er im Rennen der Amateurklasse in der Flandern-Rundfahrt. 1980 gewann er das Eintagesrennen Coupe Egide Schoeters.
Im August 1980 trat er ins Lager der Berufsfahrer über. Sein erstes Radsportteam war die belgische Mannschaft DAF Trucks. Bei den Profis gewann er unter anderem die Rennen Grand Prix Zottegem und Ronde van Midden-Zeeland 1984, Nokere Koerse 1986, Trois Jours de Flandre-Occidentale 1989 und Gullegem Koerse 1991. Beim Sieg von Jan Raas im Rennen Paris–Tours 1981 wurde er Dritter.
1989 gewann er die Europa-Meisterschaft im Dernyrennen. Durch seine Endschnelligkeit konnte er eine Reihe von Rundstreckenrennen und Kriterien in Belgien gewinnen. 1981 schied er in der Tour de France aus. 1984 konnte er die Vuelta a España nicht beenden. Zum Ende der Saison 1993 beendete er seine sportliche Laufbahn.

## Berufliches
Nach seiner aktiven Karriere wurde er Sportlicher Leiter. Unter anderem war er für das Team Lotto-Domo tätig.

## Familiäres
Er ist der Enkel von Achiel Buysse.